# Hanako Oku
Hanako Oku (奥 華子?, Oku Hanako; Funabashi, 20 marzo 1978) è una cantautrice e cantante giapponese.
Famosa per le sue ballate al pianoforte si è imposta all'attenzione del pubblico per aver eseguito la colonna sonora dei titoli di coda del film La ragazza che saltava nel tempo prodotto da Madhouse.

## Biografia
L'approccio di Hanako alla musica avviene quando lei ha 5 anni e inizia a frequentare delle lezioni di pianoforte, a 9 incomincia a suonare anche la tromba ed entra a far parte della band della scuola.
Nel 2004 inizia ad esibirsi per le strade di Tokyo, principalmente nel quartiere commerciale di Shibuya dove ottiene un grande successo, vendendo 402 cd in sole 4 ore fuori dalla stazione di Kashiwa.
Lo stesso anno pubblica il suo primo singolo, Fireworks e fa il suo debutto solista al pubblico davanti a 135 persone.
Grazie alla Chiba TV appare in un cammeo nel programma Chiba Fighting Spirit che rappresenta la sua prima esperienza televisiva.
L'anno seguente si sposta ad ovest, autofinanziando altri due singoli pubblica su CD, mentre il suo primo album risale ad aprile 2005 e le concede abbastanza popolarità da essere messa sotto contratto dalla Pony Canyon.
Nell'aprile 2006 esce nelle sale il film di animazione La ragazza che saltava nel tempo, prodotto dalla Madhouse e diretto da Mamoru Hosoda, nei titoli di coda scorre anche la canzone Garnet, scritta ed eseguita da Hanako Oku che la porta alla fama tra il pubblico nipponico tanto che nella primavera 2007 la cantante si esibisce in concerto al Shibuya Public Hall registrando il tutto esaurito.
Il tour seguente alla pubblicazione del nuovo album, Time Note nel  luglio 2007, ottiene lo stesso successo di pubblico e tre serate di tutto esaurito.
Oltre alle sue apparizioni in tour, hanaku Oku si esibisce ancora occasionalmente nelle stazioni di Tokyo vendendo i suoi cd e radunando una gran folla.
Dal 2005 fa da conduttrice per il programma radiofonico KameKameHouse che va in onda tutte le domeniche dalle 22:30 alle 23:00; alla fine del 2009 lo show è stato rinominato in Lagan de Talk!.
Nel 2010 ha inoltre incominciato un nuovo programma intitolato E-Tracks Selection.

## Discografia

### Album
| Uscita:          | Titolo:                                             |
| ---------------- | --------------------------------------------------- |
| 20 aprile 2005   | Vol. Best (Indies Best)                             |
| 1º marzo 2006    | Yasashii Hana no Saku Basho (やさしい花の咲く場所?) |
| 21 marzo 2007    | Time Note                                           |
| 5 marzo 2008     | Koi Tegami (恋手紙?)                                |
| 15 luglio 2009   | Birthday                                            |
| 18 agosto 2010   | Utakata (うたかた?)                                 |
| 22 febbraio 2012 | Good-Bye                                            |

### Singoli
| Uscita:          | Titolo:                                                | Titolo internazionale:          | Note:                                                                  |  |
| ---------------- | ------------------------------------------------------ | ------------------------------- | ---------------------------------------------------------------------- |  |
| 26 agosto 2004   | Hanabi (花火?)                                         | Fireworks                       | Autoprodotto                                                           |  |
| 27 luglio 2005   | Yasashii Hana (やさしい花?)                            | Gentle Flowers                  |                                                                        |  |
| 18 gennaio 2006  | Mahou no Hito (魔法の人?)                              | Magic Person                    |                                                                        |  |
| 15 febbraio 2006 | Koi Tsubomi (恋つぼみ?)                                | Love Bud                        |                                                                        |  |
| 12 luglio 2006   | Garnet (ガーネット?)                                   | Garnet                          | Usato per i titoli di coda del film La ragazza che saltava nel tempo   |  |
| 29 novembre 2006 | Chiisa na Hoshi (小さな星?)                            | Little Star                     |                                                                        |  |
| 23 gennaio 2008  | Tegami (手紙?)                                         | Letter                          |                                                                        |  |
| 23 luglio 2008   | Ashita Saku Hana (明日咲く花?)                         | The Flower that Blooms Tomorrow | Utilizzata come soundtrack dell'anime NHK                              |  |
| 19 novembre 2008 | Anata ni suki to iware tai (あなたに好きと言われたい?) | I Want To Say 'I Love You'      |                                                                        |  |
| 3 giugno 2009    | Waratte Waratte (笑って笑って?)                        | Smiling and Laughing            |                                                                        |  |
| 7 agosto 2009    | Hanabi (花火?)                                         | Fireworks                       | Rimasterizzato                                                         |  |
| 17 marzo 2010    | Hatsukoi (初恋?)                                       | First Love                      |                                                                        |  |
| 5 agosto 2010    | Garasu No Hana (ガラスの花?)                           | Glass Flower                    | Musica impiegata nel videogame Tales of Phantasia: Narikiri Dungeon X. |  |
| 11 gennaio 2012  | Cinderella (シンデレラ?)                               | Cinderella                      |                                                                        |  |